# (21403) Haken
(21403) Haken (1998 FN58) ist ein Hauptgürtelasteroid. Er wurde am 20. März 1998 im Rahmen des LINEAR-Projekts in Socorro entdeckt.
Der Asteroid wurde nach Ian Robert Haken (* 1986) benannt, einem Studenten der Texas Academy of Mathematics & Science in Denton (Texas) für sein Erreichen des Finales beim Intel Science Talent Search 2005 mit einem Chemieprojekt.